# Astrea placata
Astrea placata ovvero La felicità della terra (deutsch: „Die besänftigte Astraea oder Die Glückseligkeit der Erde“) ist ein Libretto zu einem Componimento drammatico in einem Akt von Pietro Metastasio. Die erste Vertonung durch Luca Antonio Predieri wurde am 28. August 1739 in der Galerie der kaiserlichen Favorita in Wien zur Geburtstagsfeier der Kaiserin Elisabeth aufgeführt. Metastasio setzte sich in diesem Werk mit den philosophischen Strömungen seiner Zeit wie der Aufklärung auseinander.
Eine englische Übersetzung des Librettos von Francis Olivari erschien 1797 unter dem Namen Astrea appeased in Dublin.

## Handlung
Astraea ist in der griechischen und römischen Mythologie die jungfräuliche Göttin der Unschuld und Reinheit. Sie wird auch mit Dike, der Göttin der Gerechtigkeit, gleichgesetzt. Astraea verlässt während des Eisernen Zeitalters die Erde, da die Menschen keine Achtung für Gerechtigkeit und Gesetz mehr kennen. Der Legende nach wird sie eines Tages auf die Erde zurückkehren, um das Goldene Zeitalter wiederherzustellen. Die Grundidee dieses Librettos basiert auf dem Satz „Et Virgo cæde madentes / Ultima Cælestum terras Astræa reliquit“ („von blutbefeuchteten Ländern / Kehrte die Jungfrau heim, Astraia, der Himmlischen letzte.“) aus dem ersten Buch von Ovids Metamorphosen (Verse 149–150). Astraea und Apollon diskutieren mit den Allegorien der Güte und der Strenge vor der obersten Gottheit Jupiter über das Schicksal der schuldhaften Menschheit.
Die folgende Inhaltsangabe basiert auf der englischen Übersetzung des Librettos von Francis Olivari.
Astraea und Apollon treten vor Jupiter und verlangen eine Entscheidung: Astraea fordert Rache dafür, dass die Menschheit sie von der Erde verbannt hat und ihre heiligen Gesetze missachtet. Apollon bittet im Gegenzug um Mitleid für die fehlgeleiteten Menschen. Astraea wird dabei vom Chor der Tugenden unterstützt, während Apollon von einem Chor aus Gottheiten begleitet wird. Jupiter hält die Frage für wichtig genug, sich damit zu befassen. Zuvor aber will er die Allegorien der Milde und der Strenge um Rat fragen. Die „Strenge“ empfiehlt erwartungsgemäß, die Widerborstigen zu vernichten und die Erde zu verbrennen. Die „Milde“ dagegen plädiert für Gnade. Jupiter solle lieber dafür sorgen, dass die fehlgeleiteten Menschen auf den richtigen Weg gebracht werden. Die „Strenge“ und Astraea glauben nicht, dass eine Besserung möglich sei. Die Menschheit werde auch die größten Segnungen pervertieren. Jupiter beschließt jedoch, dem Rat der „Milde“ zu folgen. Für ihn kommt Rache nur als letzter Ausweg in Betracht. Jeder der Anwesenden solle nun einen Vorschlag machen, wie die Menschheit gebessert werden könne.
Das erste Plädoyer hält Apollon. Jupiter habe die Menschheit mit vielen Gaben gesegnet: Ehre, Reichtümer, Stärke, Talente, Schönheit, Weisheit, Mut und Ruhm. Das Schicksal habe diese jedoch nicht gleichmäßig verteilt, und so entstehe Neid und Hass. Er schlägt vor, die Aufgabe der Verteilung dem Schicksal zu entziehen und Astraea (der Göttin der Gerechtigkeit) zu übergeben. Astraea jedoch meint, die Ungleichheit der Menschen sei wichtig für den Zusammenhalt. Wenn sie wegfalle, würde sich niemand mehr um den anderen kümmern. Durch die ungleich verteilten Gaben brauche jeder die anderen für sein Wohlergehen, so wie ein starker Mann seine Ehefrau zur Leitung benötige, diese seinen Schutz brauche, und beide wiederum von anderen genährt werden. Apollon entgegnet, dass Menschen mit einem grausamen Schicksal nicht glücklich sein könnten, obwohl sie das gleiche Anrecht darauf haben. Astraea verneint das. Je weniger Gaben jemand habe, desto geringer seien auch seine Wünsche. Daher sei er nicht prinzipiell unglücklicher als jemand mit mehr Gaben. Auch würden die Reichen ständig um ihren Besitz fürchten. Jupiter meint, der Vorschlag sei tatsächlich ungeeignet. Es seien zu viele Widerstände zu erwarten. Andererseits ergeben auch die unterschiedlichen Himmelssphären zusammen eine Harmonie.
Die „Milde“ schlägt vor, den Menschen die Eigenliebe, den Ursprung aller Probleme, zu entziehen. Die Menschen würden Fehler, die sie bei anderen bemängeln, bei sich selber nicht sehen. Während sie ihre eigenen Pläne verfolgen, ignorieren oder zerstören sie diejenigen der anderen. Jupiter jedoch hält diese Liebe – sofern sie von Vernunft geleitet ist – für die Hauptquelle jedes hohen Wunsches. Wer sich selbst nicht liebe, könne auch niemand anderen lieben. Er vergleicht sie mit den Wellen eines in einen See geworfenen Steines, die sich vom Mittelpunkt immer weiter ausbreiten.
Die „Strenge“ plädiert dafür, die Leidenschaften der Menschen, den Ärger, den Stolz und die Liebe, zu vernichten. Diese seien die „stürmischen Winde“, die die „See“ des menschlichen Lebens aufwühlen („I procellosi venti / Son questi, o Dei, che del’umana vita / Tutto infestano il Mar“) und die „aufrührerischen Truppen“, die Unordnung, hervorbringen („l’empie son queste / Sediziose schiere, ond’è per tutto / Disordiue e tumulto“). Apollon entgegnet, dass der Mensch ohne seine Leidenschaften nicht mehr sei als eine gefühllose Pflanze. Ohne Winde könne kein Schiff segeln und ohne Truppen keine Schlacht geschlagen werden. Der Kapitän oder der General müsse lediglich den besten Nutzen daraus ziehen. Die Leidenschaften seien nur Mittel zum Zweck. Ihnen könne man nichts vorwerfen.
Die „Strenge“ fasst die bisher genannten Vorschläge und Antworten kurz zusammen und meint, dass es offenbar keine Lösung gebe. Jupiter solle die undankbaren Menschen daher vernichten und sich ein würdigeres Ziel seiner Sorge suchen. Astraea und Apollon plädieren erneut zunächst einzeln, dann von ihren Chören begleitet, für Strenge bzw. Gnade.
Jupiter antwortet, dass es durchaus eine Lösung gebe: Die Tugend könne die größten Uneinigkeiten friedlich zusammenführen. Die „Strenge“ entgegnet, dass sie zu wenige Anhänger habe. Die verführten Sterblichen würden kopflos dem Vergnügen folgen. Die „Milde“ weist darauf hin, dass Tugend und Vergnügen keine Gegensätze seien. Im Gegenteil könne man ohne Tugend keine echte Freude empfinden. Oberflächliche Vergnügungen würden schnell zu Schmerzen führen – wie bei einem Kind, das nach einer Flamme greift und sich daran verbrennt. Astraea stimmt dem zu, ergänzt aber, dass man die Tugend nicht mehr erkennen könnte, wenn sie auf die Erde herabsteigen würde. Als die Tugenden einst die Erde verlassen hatten und zu ihr in den Himmel gekommen waren, hatten sie ihre Kleider zurückgelassen, die daraufhin von den Lastern ergriffen worden waren. Seitdem verkleide sich der Betrug als Freundschaft, der Neid als Mitleid, die Vorsicht als Furcht, die Rache als Ehre, die Unbesonnenheit als Mut und der Heldenmut als Grausamkeit. Jupiter fragt Astraea, ob sie denn mit seinem Vorschlag einverstanden wäre, wenn es einen Weg gäbe, die Tugenden von den Lastern zu unterscheiden. Als Astraea dies bejaht, erklärt er, dass am heutigen Tage eine große heroische Seele auf die Erde herabsteigen werde. Ihr Glanz werde die falschen Tugenden überstrahlen. Sie werde nach Deutschland kommen, und ihr Name sei Elisa (die Kaiserin Elisabeth, deren Geburtstag mit dem Stück gefeiert wird). Alle sind begeistert. Auch Astraea ist besänftigt und froh, dass sie wieder ihren verlassenen Thron auf der Erde einnehmen kann. Zum Abschluss besingen sie gemeinsam das neue glückliche Zeitalter, dass durch Elisa eingeleitet wird.

## Historische Einordnung
Astrea placata schrieb Metastasio anlässlich der Geburtstagsfeier der Kaiserin Elisabeth am 28. August 1739. In einem Brief vom 1. August beklagte er sich über die Eile, in der er das neue Werk schreiben musste. Auch die unsichere politische Lage nach dem Polnischen Erbfolgekrieg und dem Russisch-Österreichischen Türkenkrieg, der drei Wochen später mit dem Frieden von Belgrad enden sollte, führte dazu, dass er für seine Arbeit wenig Ruhe fand.
In seiner Serenata findet die Feier der Kaiserin Elisabeth ihren Platz in der allgemeinen Friedensfeier. Sie wird mit der Frage verbunden, auf welchem Weg die Rivalitäten und der Hass unter den Menschen beendet werden könnten. Außerdem betrachtete Metastasio philosophisch und ideologisch die Beziehung zwischen individuellem Verdienst und Schicksal. Dieses Thema hatte er bereits in Il palladio conservato und Il sogno di Scipione behandelt. Außer mit Ideen der französischen und englischen Philosophen setzte er sich hier auch mit Thesen der Aufklärung auseinander und versuchte, sie mit dem monarchischen Ideal zu vereinen. Im Hauptteil des Werks streiten die Götter paarweise (Apollon und Astraea, die „Milde“ und Jupiter, Apollon und die „Strenge“) darüber, wie man sich den Sterblichen gegenüber verhalten solle. Insgesamt gibt es drei Debatten. Die erste behandelt die Gleichheit unter den Menschen und berührt ökonomische und politische Probleme, während sich die beiden anderen – über die Eigenliebe und über die Leidenschaft – aufeinander beziehen und ausschließlich auf psychologischem und moralischem Niveau bewegen. Die Funktion der Gottheiten beschränkt sich in diesem Stück darauf, gegensätzliche moralische und politische Positionen vorzustellen.
Aufklärerische Gedanken werden beispielsweise in Apollons Vorschlag, die göttlichen Gaben gleichmäßig zu verteilen, behandelt. Dieses Ziel verfolgte Voltaire 1733 am Anfang seiner Lettres philosophiques, in denen er pessimistische Thesen Michel de Montaignes und Blaise Pascals aufgegriffen hatte. Aber der Vorschlag wird schnell verworfen, weil Astraea zufolge die Ungleichheit die Basis des sozialen Lebens sei. Metastasio verwendet Argumente der Aufklärung, um die existierende soziale Ordnung zu untermauern. Der Text übernimmt nicht schlicht die traditionellen Ansichten, sondern ist eine konkrete Antwort auf die Aufklärung. Ähnlich arbeitet er mit dem deistischen Motiv des kosmischen Uhrwerks, um die Sinnhaftigkeit der sozialen Strukturen zu belegen.
Die Debatte über die Eigenliebe enthält Elemente der Moralistik der französischen Autoren des 17. Jahrhunderts wie François de La Rochefoucauld und Jean de La Bruyère sowie dem rationalistischen Credo der Accademia dell’Arcadia. Der Mensch müsse sich erst selbst kennen, bevor er die Welt um sich herum verstehen und bewerten könne. Jupiters Antwort nimmt aber bereits Rousseaus Unterscheidung zwischen den Begriffen der „Selbstliebe“ („l’amour de soi“, der Drang zur Selbsterhaltung) und der „Eigenliebe“ („l’amour-propre“, die Eigenliebe im sozialen Kontext) vorweg. Letztere sei ein mächtiger Stimulant für das Individuum, sofern es von der Vernunft geleitet wird. Der Hinweis der „Milde“ auf die Schattenseiten des Vergnügens in Jupiters Lösungsvorschlag wiederum steht in Übereinstimmung mit der Tendenz der Empfindsamkeit der ersten Hälfte des 18. Jahrhunderts sowie mit der Philosophie von John Locke und Voltaire.
Der Text des Schlusschores mit seinem Hinweis auf das zu erwartende neue Zeitalter bezieht sich offensichtlich auf den wieder eingekehrten Frieden nach dem Polnischen Erbfolgekrieg und dem Österreichischen Türkenkrieg. Metastasio sah es dabei als seine Aufgabe als kaiserlicher Dichter an, nach den militärischen Rückschlägen das Vertrauen auf den Herrscher und die Validität der Monarchie und der sozialen Struktur wiederherzustellen.

## Vertonungen
Folgende Komponisten vertonten dieses Libretto:
| Komponist                | Uraufführung                              | Aufführungsort   | Anmerkungen |
| ------------------------ | ----------------------------------------- | ---------------- | --- |
| Luca Antonio Predieri    | 28. August 1739                           | Wien             | zum Geburtstag der Kaiserin Elisabeth |
| Johann Michael Breunig   | 1742                                      | Dresden          | |
| Johann Georg Schürer     | 7. Oktober 1746, Hoftheater               | Dresden          | „componimento drammatico“ zum Geburtstag König August III.; Libretto bearbeitet von Biagio Campagnari; am 5. September 1753 zum Geburtstag des Kurprinzen Friedrich Christian von Sachsen erneut aufgeführt; 1754 in Warschau |
| Gian Francesco de Majo   | 29. Juni 1760, Teatro San Carlo           | Neapel           | „Serenata“; Bei der Uraufführung sang der Tenor Anton Raaff die Rolle des Apollo. |
| Giuseppe Sarti           | 17. Oktober 1760, Det Kongelige Teater    | Kopenhagen       | „festa teatrale“ zum hundertjährigen Bestehen der Souveränität des dänischen Königshauses |
| Girolamo Mango           | 1765, Hof von Raymund Anton von Strasoldo | Eichstätt        | „Intermezzo“ |
| Tommaso Traetta          | 1770, Hoftheater                          | Sankt Petersburg | „azione teatrale“ |
| Anton, König von Sachsen | 1785                                      |                  | |

## Digitalisate
1. ↑  Pietro Metastasio: Opere drammatiche, Volume VI. Dalla Società Tipografica de’ Classici Italiani, Mailand 1823 (online bei Google Books).
2. 1 2 3  Pietro Metastasio, Francis Olivari: Three dramatic pieces of Metastasio. The dream of Scipio. The Birth of Jupiter. Astrea appeased. Dublin 1797 (online bei Google Books)
3. ↑  Partitur der Serenata von Johann Michael Breunig im SWB-Online Katalog.
4. ↑  Partitur der Serenata von Johann Georg Schürer im SWB-Online Katalog.
5. ↑  Partitur der Serenata von Gian Francesco de Majo, Neapel 1760 als Digitalisat im Portal Internet Culturale.